# Татра-Юг
ТОВ «Татра-Юг» — український виробник трамвайних вагонів, локалізація виробництва яких сягає 95 %.
Компанія виробляє трамвайні вагони з 1993 року, при цьому є ідейними послідовниками чеської компанії ЧКД «Татра», яка випускала трамваї з 1927 року. Виробництво володіє міжнародними сертифікатами якості ISO 9001. Трамваї компанії «Татра-Юг» експлуатуються у 22 містах України.

## Історія
Історія «Татра-Юг» почалася у 1993 році, коли в Україні була створена масштабна технічна і матеріальна база для виробництва першого українського трамвая. Розвиток і зростання виробництва трамвайних вагонів «Татра-Юг» відбувалися завдяки постійній всебічній підтримці найбільшого в світі підприємства з виробництва трамваїв — ЧКД «Татра» (Чехія, засноване у 1927 році), яке передало українському підприємству свої технічні знання й досвід роботи на ринку.
Всі навички у створенні нових трамваїв перейшли до «Татра-Юг» після того як ЧКД «Татра» припинила свою роботу у 2003 році. За час свого існування «Татра-Юг» розробила та виготовила 5 типів трамвайних вагонів, 4 з яких знаходяться у серійному виробництві.
6 лютого 2017 року відбулося урочисте підписання контракту, в присутності губернатора міста Александрії Реда Фархата та посла України в Арабській Республіці Єгипет Геннадія Латія, на постачання трамваїв українського виробництва до Александрії (Єгипет). У тендері на оновлення рухомого складу найстарішою трамвайної системи в Африці і однією з найстаріших у світі, також брали участь «Stadler» (Швейцарія), «CRRC Corporation» (Китай), одна з італійських компаній.
У січні 2019 року було поставлено перший трамвайний вагон до Александрії (Єгипет), проте згодом відбулася затримка у поставці трамваїв, яка спочатку була передбачена контрактом на літо 2018 року, оскільки єгипетська сторона тривалий час не вносила передоплату. В цілому, підприємство повинно було за контрактом виготувати замовлення на постачання 15 трамваїв К-1Е6.
Компанія перемогла у тендері на постачання трамваїв найновішої в модельному ряді моделі К1Т до Києва та Крайови (Румунія).

## Виробничі потужності
Виробництво трамвайних вагонів організоване на базі підприємства «Південмаш» — найбільшого в світі заводу з виробництва космічних ракет.

## Статистичні дані
| Кількість виготовлених вагонів, шт. |      |      |      |      |      |      |      |      |      |      |      |      |      |      |      |      |                                    |      |      |      |      |      |      |      |      |      |      |      |
| Модель                              | 1994 | 1995 | 1996 | 1997 | 1998 | 1999 | 2000 | 2001 | 2002 | 2003 | 2004 | 2005 | 2006 | 2007 | 2008 | 2009 | 2010                               | 2011 | 2012 | 2013 | 2014 | 2015 | 2016 | 2017 | 2018 | 2019 | 2020 | 2021 |
| T6B5                                | 11   | 7    | 11   | 0    | 0    | 1    | 2    | 2    | 6    | 6    | 2    |      |      |      |      |      |                                    |      |      |      |      |      |      |      |      |      |      |      |
| К-1                                 |      |      |      |      |      |      |      | 1    | 0    | 2    | 3    | 7    | 10   | 17   | 18   | 6    | 8 (9 — один відправлений на завод) | 4    | 0    | 1    |      |      |      |      |      |      |      |      |
| К-1М8                               |      |      |      |      |      |      |      |      |      |      |      |      | 1    | 0    | 0    | 0    | 0                                  | 0    | 3    |      |      |      |      |      |      |      |      |      |
| К-1М                                |      |      |      |      |      |      |      |      |      |      |      |      |      |      |      |      |                                    |      | 8    | 0    | 0    | 1    | 1    |      |      |      |      |      |
| К-1М6                               |      |      |      |      |      |      |      |      |      |      |      |      |      |      |      |      |                                    |      |      |      |      |      |      |      |      | 1    | 0    |      |
| К-1Е6                               |      |      |      |      |      |      |      |      |      |      |      |      |      |      |      |      |                                    |      |      |      |      |      |      |      |      | 10   | 5    |      |
| К-1Т                                |      |      |      |      |      |      |      |      |      |      |      |      |      |      |      |      |                                    |      |      |      |      |      |      |      |      |      |      | 3    |
| Всього                              | 11   | 7    | 11   | 0    | 0    | 1    | 2    | 3    | 6    | 8    | 5    | 7    | 11   | 17   | 18   | 6    | 9                                  | 4    | 11   | 1    | 0    | 1    | 1    | 0    | 0    | 10   | 6    | 3    |

## Галерея

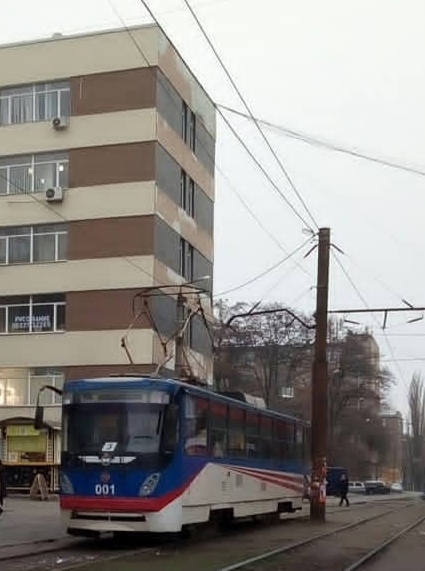
Односекційний високопідлоговий трамвай К-1 в Запоріжжі
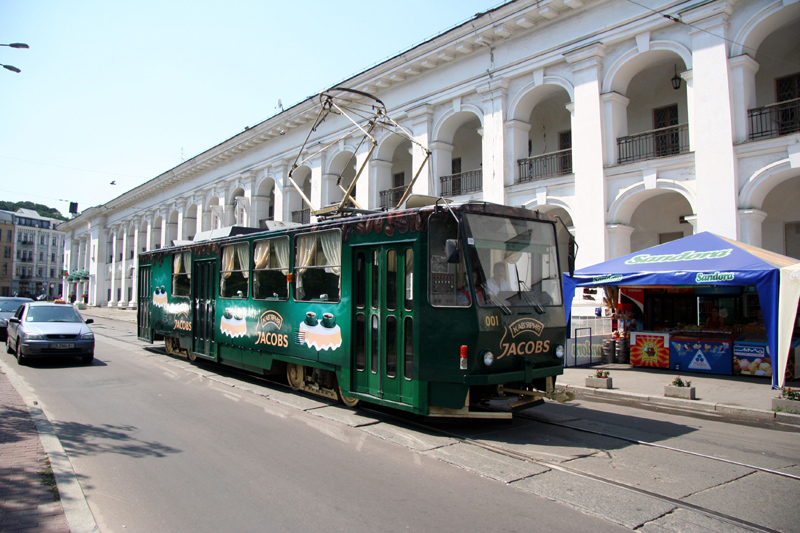
Односекційний високопідлоговий трамвай Tatra T6B5 в Києві
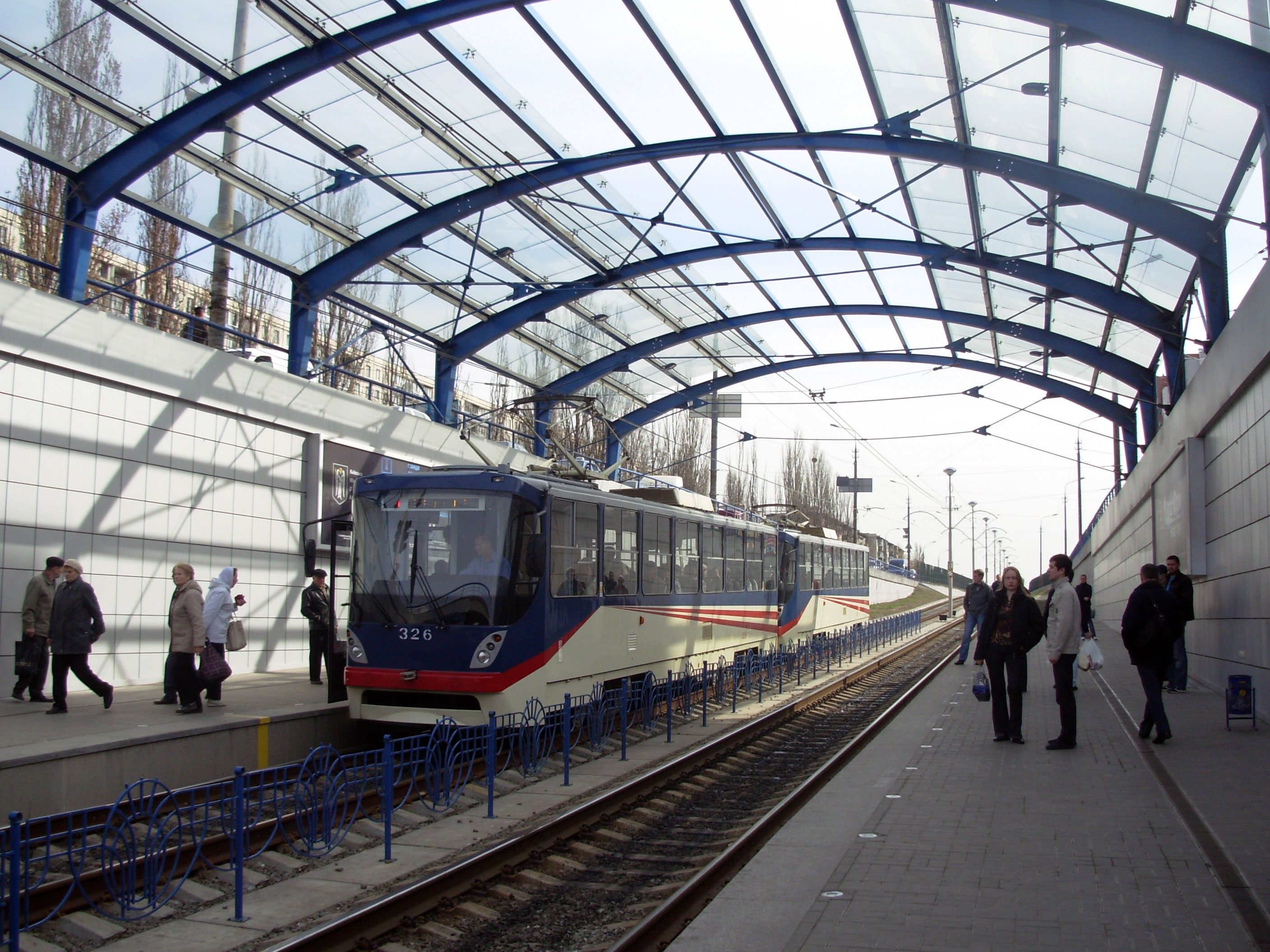
Система багатьох одиниць (СБО) з  трамваїв К-1 в Києві
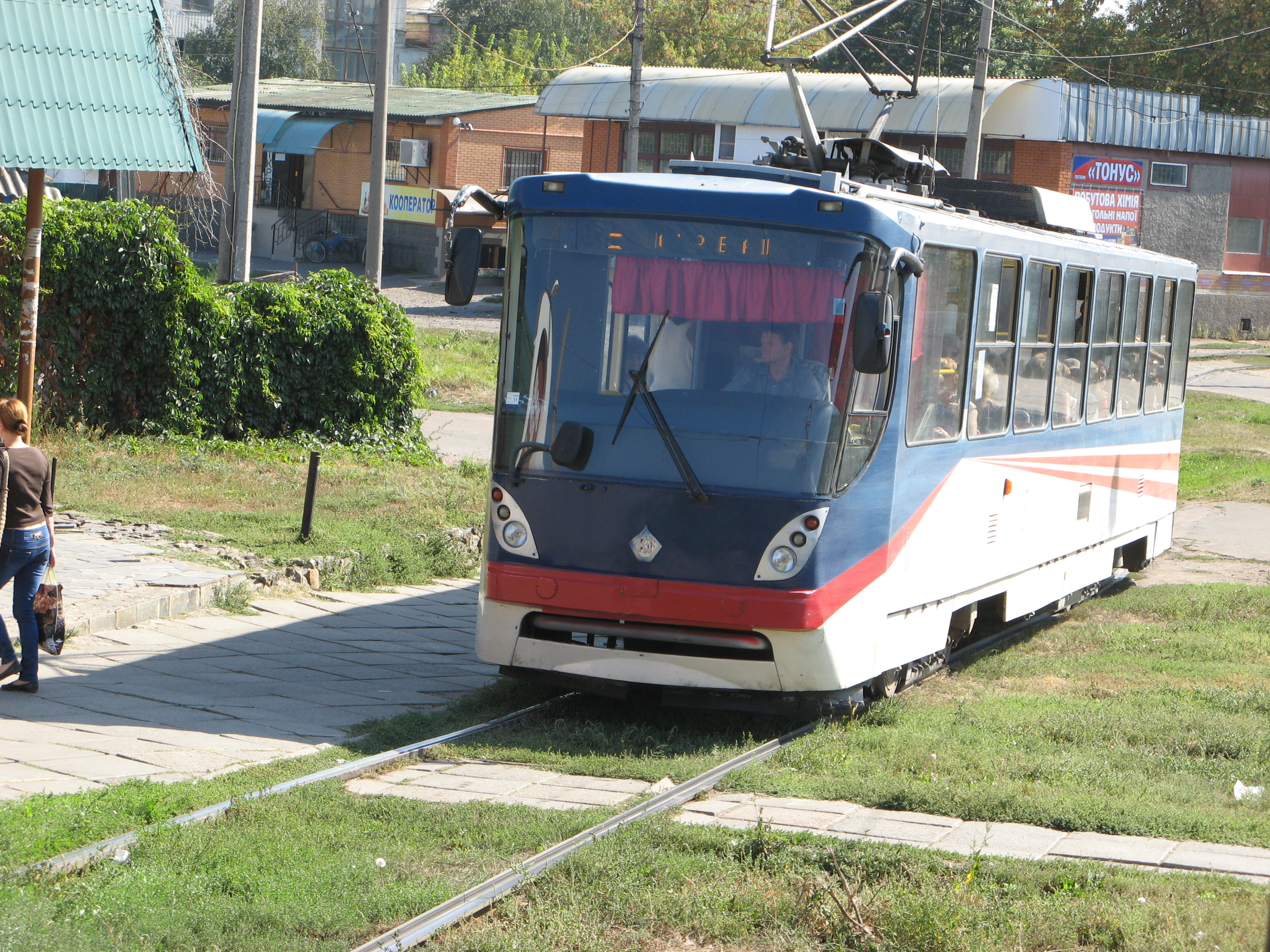
Односекційний високопідлоговий трамвай К-1 у Конотопі
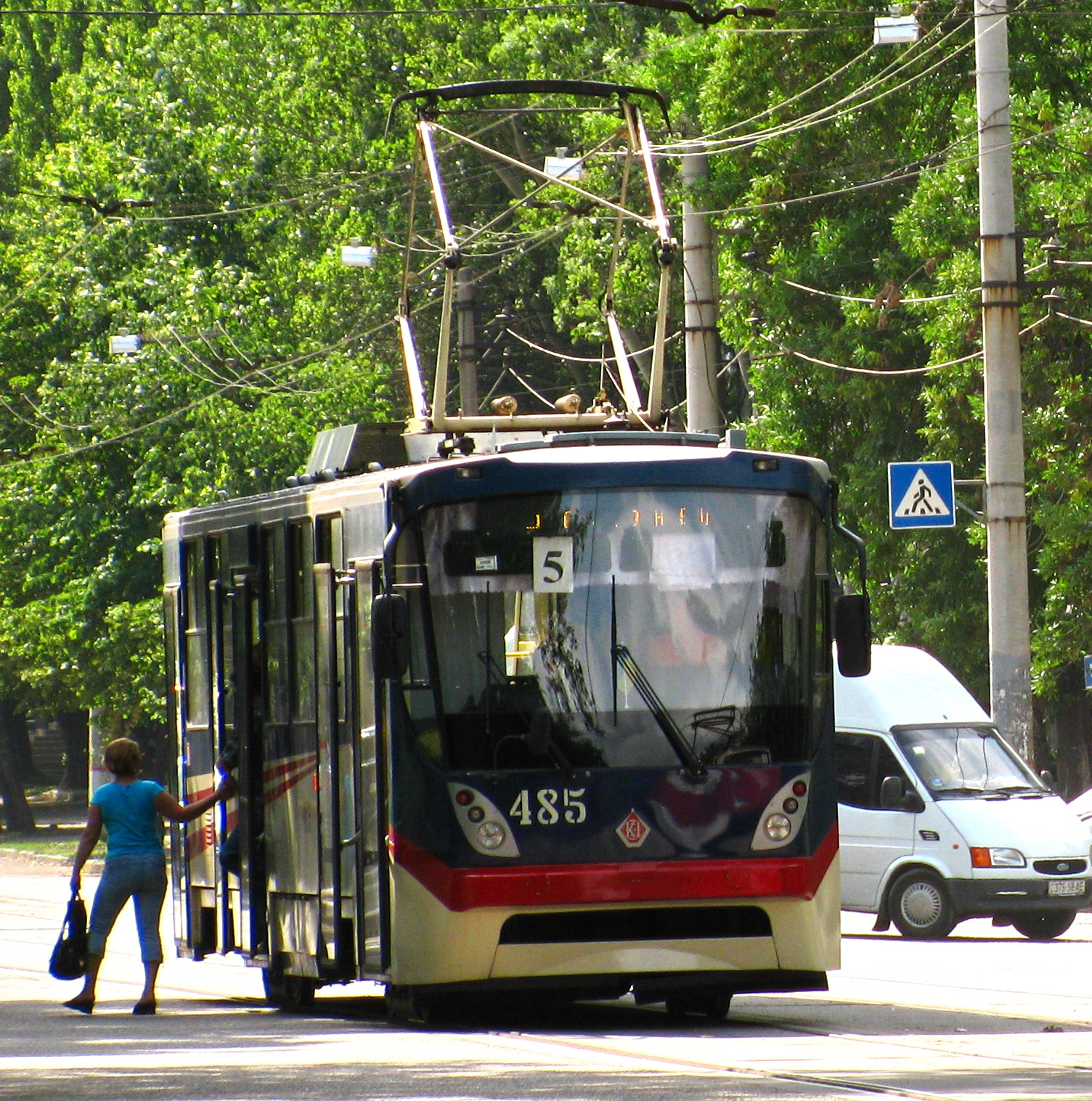
Односекційний високопідлоговий трамвай К-1 у Кривому Розі
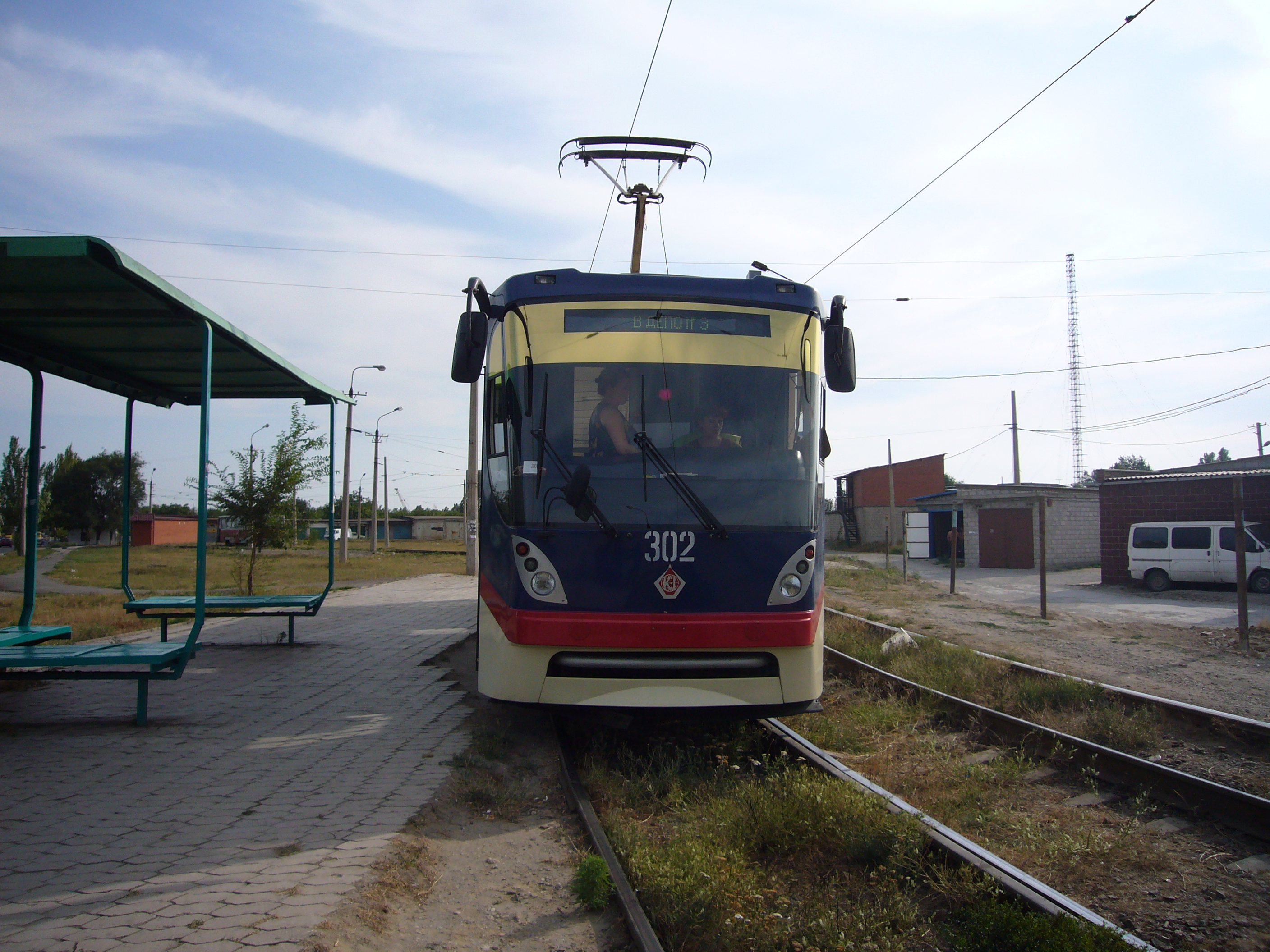
Односекційний високопідлоговий трамвай К-1 у Маріуполі
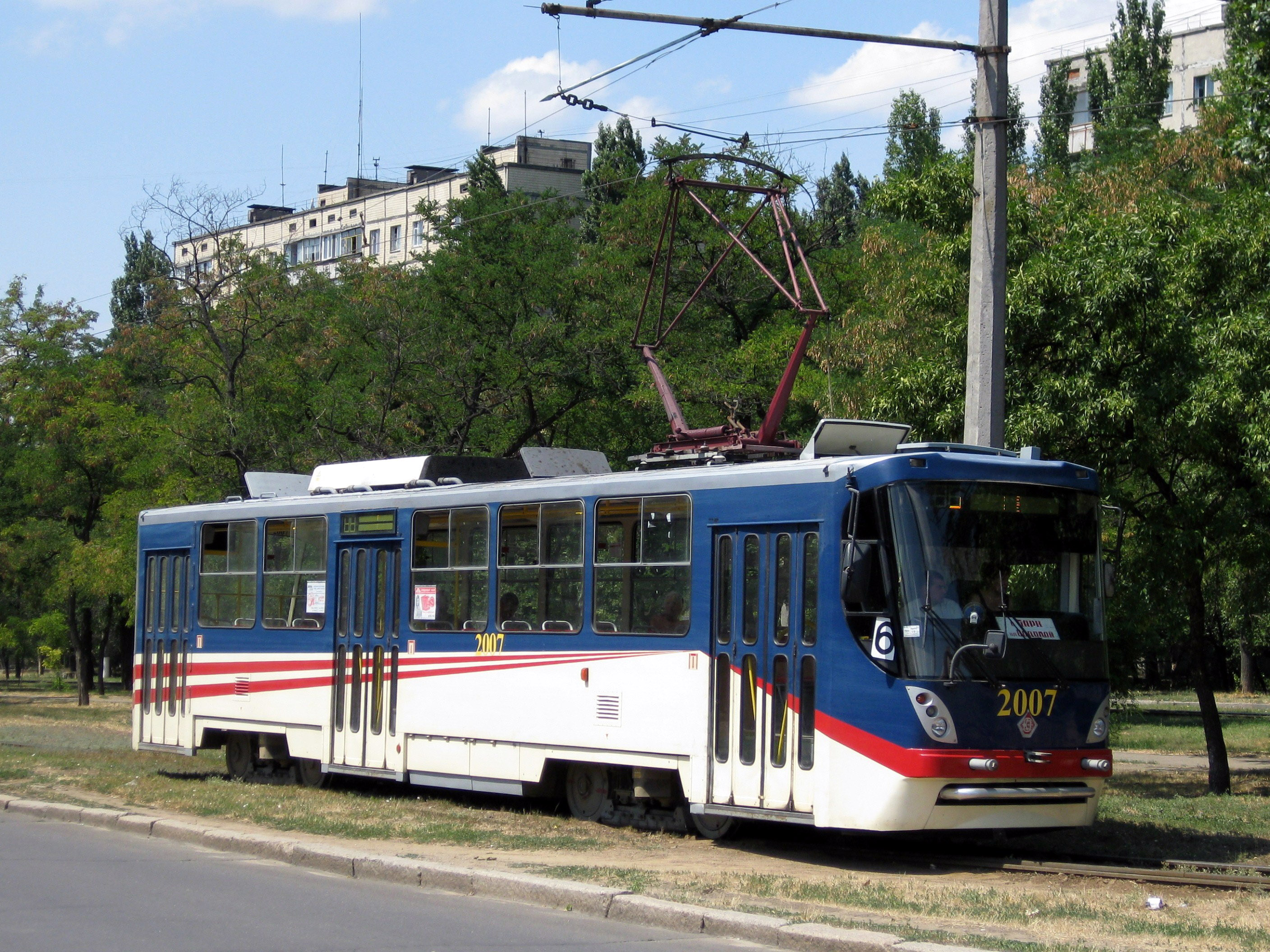
Односекційний високопідлоговий трамвай К-1 в Миколаєві
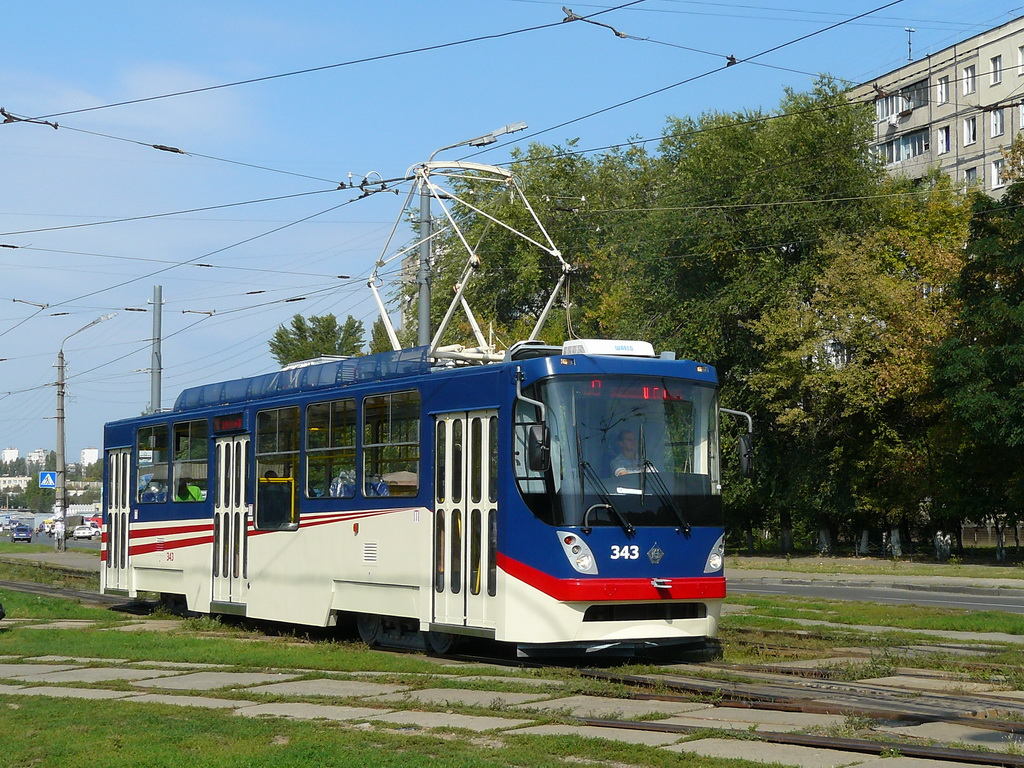
Односекційний частково низькопідлоговий трамвай К-1М в Києві
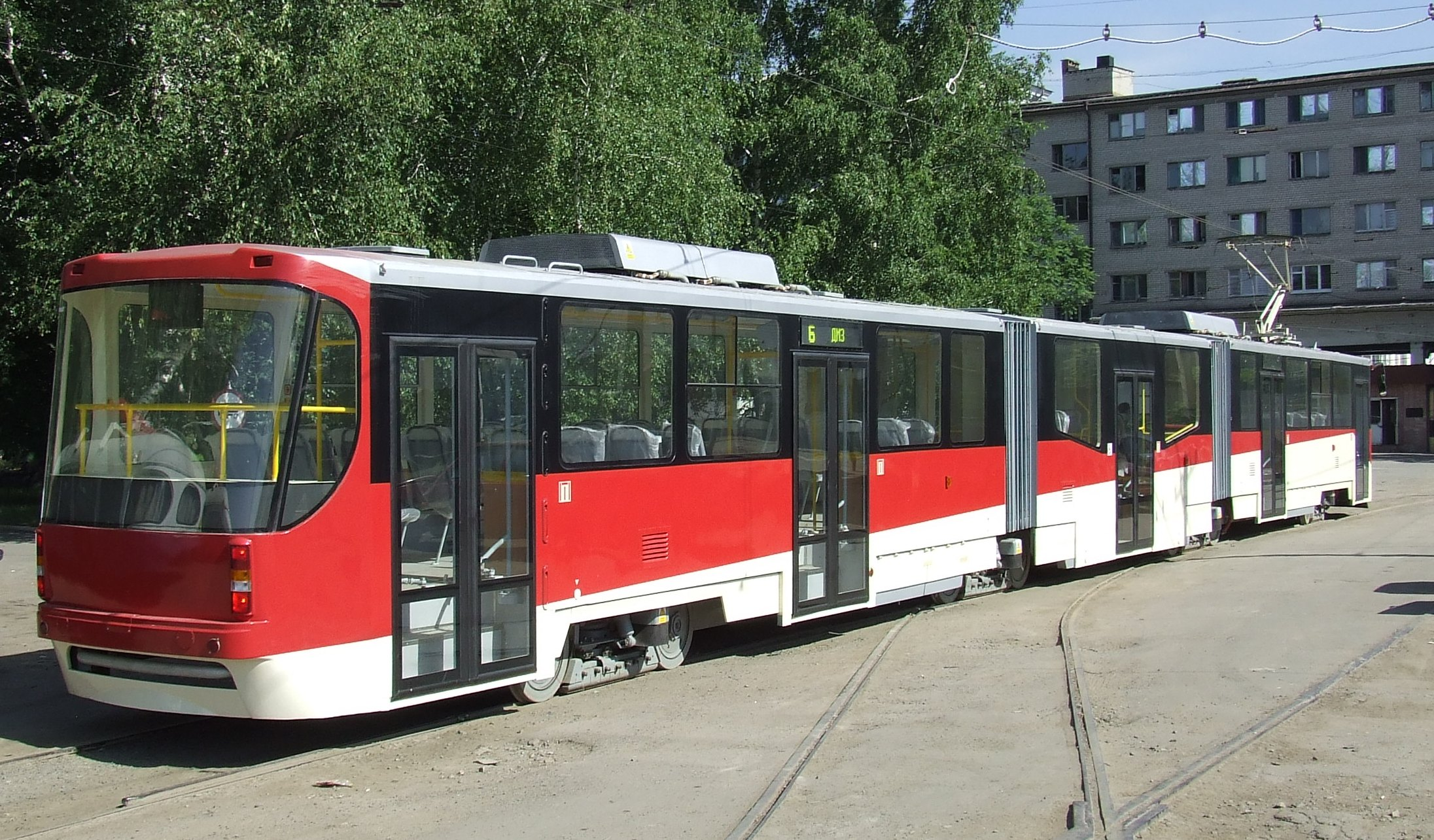
Трисекційний частково низькопідлоговий трамвай К-1М8 в Донецьку
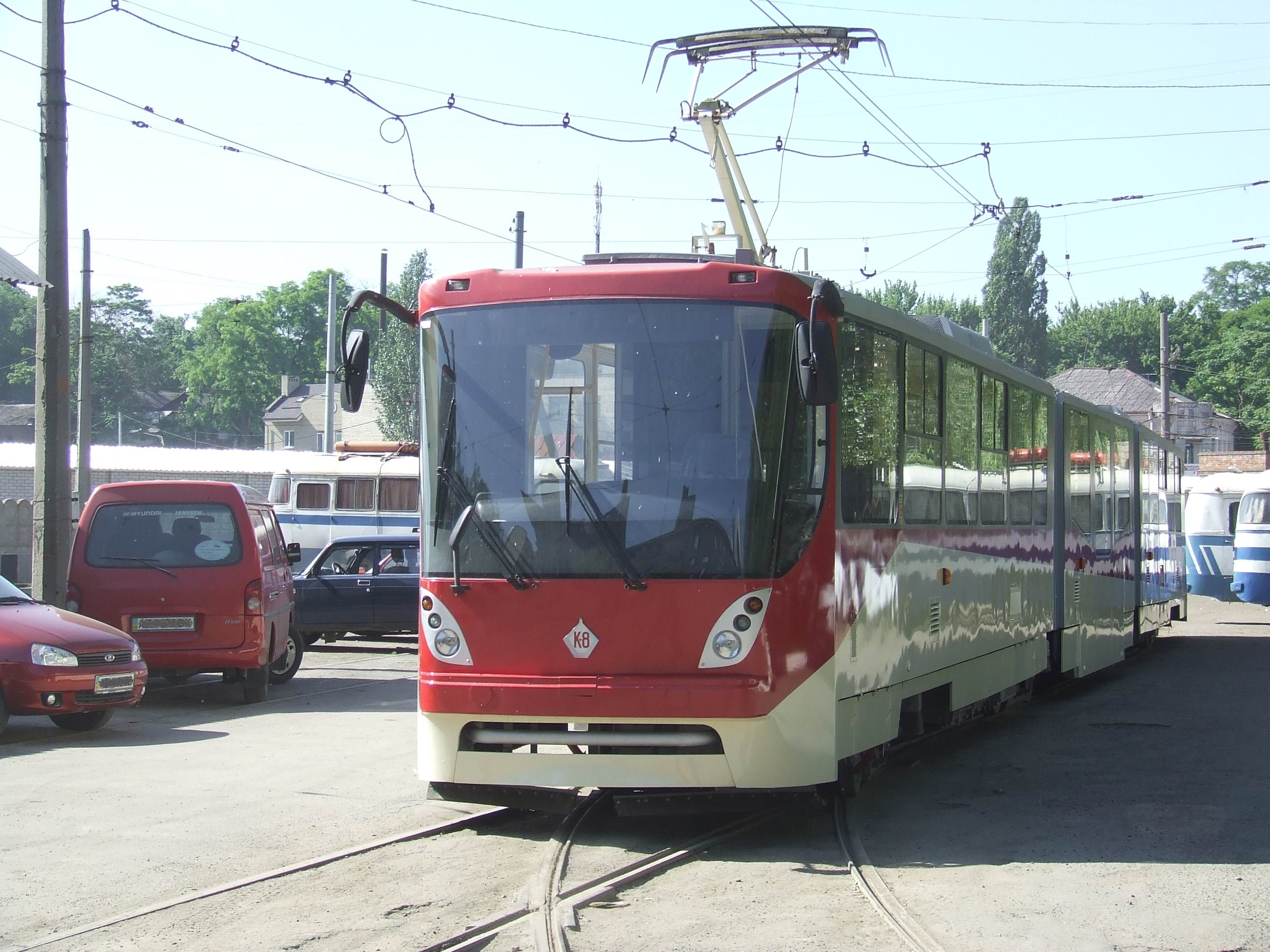
Трисекційний частково низькопідлоговий трамвай К-1М8
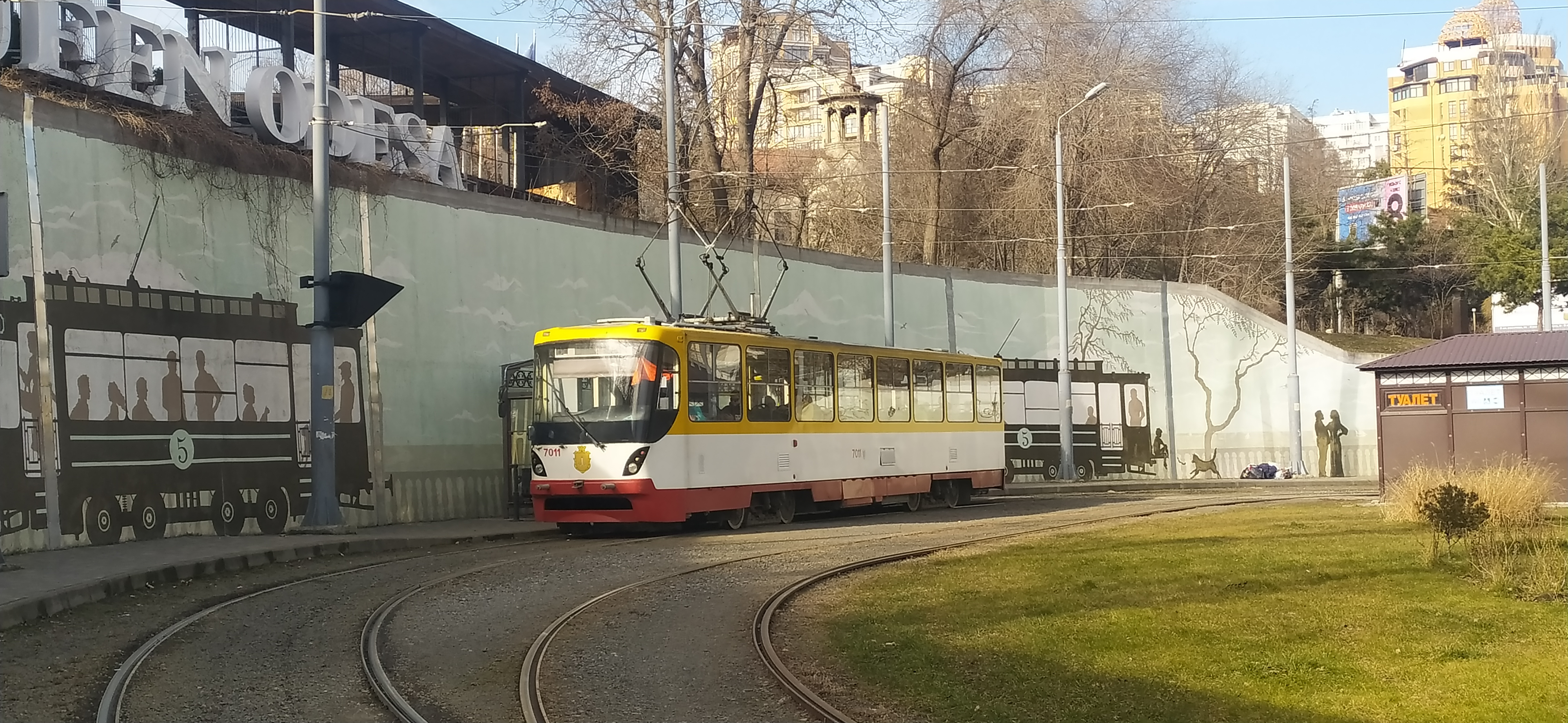
Односекційний високопідлоговий трамвай Tатра-Юг К-1 в Одесі
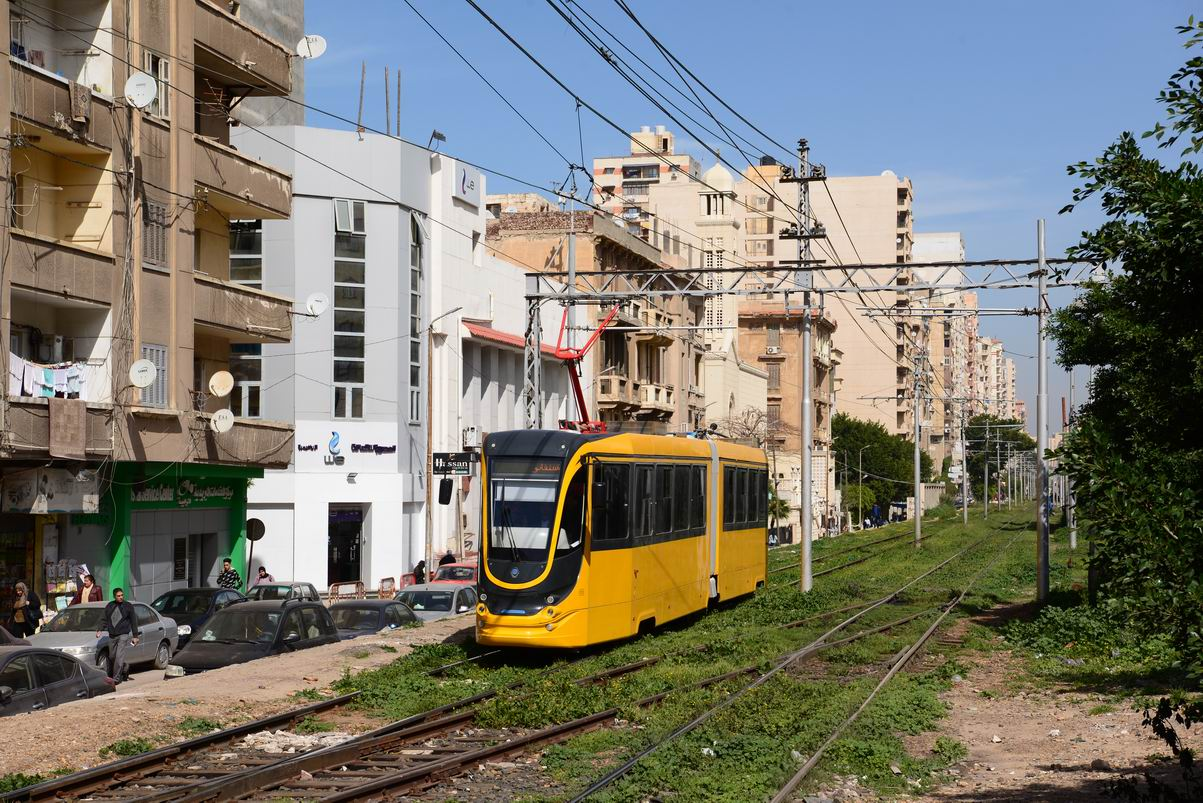
Двосекційний високопідлоговий вагон К-1Е6 в Александрії